# Europsko geografsko udruženje
Europsko geografsko udruženje (EGEA, engl. European Geography Association), europska je mreža studenata geografije i mladih geografa s ciljem razmjene geografskog znanja. Radi postizanja navedenog, EGEA organizira kongrese, studentske razmjene, sponzorira znanstvene komisije, ugošćuje strane studente i objavljuje informacije u svojim brošurama. Osim toga na web stranicama EGEA-e, na kojima se nalazi velika zajednica online aktivnih suradnika, mogu se pronaći i druge zanimljivosti.

## Organizacija
Godine 1987. studenti sa sveučilišta u Varšavi, Barceloni i Utrechtu sastali su se i pokrenuli ideju Europskog geografskog udruženja. Od početka djelovanja organizacije održano je 18 godišnjih kongresa u raznim zemljama. EGEA je narasla s početnih četiriju sudionica na trenutno 80-ak entiteta u oko 20 različitih zemalja. Svaki entitet je aktivan na svoj način, pa neki samo primaju informacije koje donosi EGEA dok su drugi čak osnovali vlastite organizacijske strukture koje djeluju kao neovisna udruženja.

## Aktivnosti

### Kongresi
Svake godine održava se 5 kongresa. U proljeće se održava 4 regionalna kongresa, koje organizira jedan ili više entiteta iz svake regije. Međutim, najvažniji događaj u organizaciji je godišnji kongres, koji se organizira svake godine u rujnu.
Kongresi uvijek uključuju radionice, izlete, treninge te predavanja sa znanstvenom pozadinom. Održavaju se i susreti za kontakt osobe entiteta te regionalni i međunarodni skupovi.

### Razmjene
Razmjene se organiziraju dosta često s idejom posjeta različitih zemalja na isplativ i neturistički način. Dva entiteta organiziraju posjete za pojedince u svojim organizacijama, a svaki od njih ugošćuje i stvara program za grupu posjetitelja. Tijekom tih razmjena, koji obično traju jedan tjedan, posjećuju se fakulteti geografije, organiziraju se geografski izleti, neformalno se upoznaju gradovi i njihove okolice, te se održavaju društvena zbivanja u kojima se sprijateljuju sudionici s ostalim studentima geografije. Troškove putovanja plaćaju posjetitelji, ali za hranu, smještaj i program brine se grupa domaćina. Razmjene su po broju sudionika najveće aktivnosti u EGEA-i, kada se uzme u obzir broj aktivnosti i manifestacija održavanih kroz cijelu godinu.

### Znanstveni skup (Scientific Symposium)
Svake godine na Godišnjem Kongresu održava se znanstveni skup, gdje članovi imaju mogućnost prezentirati svoje znanstvene radove, primjerice diplomske radove ili doktorate.

### Seminari
Organizira se nekoliko seminara godišnje, uvijek ih organizira nekoliko entiteta. Seminari se održavaju na znanstvenoj razini te pokrivaju različite teme pojedinih disciplina u geografiji.

### Ljetne/Zimske škole
Tijekom semestralne pauze preko ljeta ili zime, EGEA također nudi studentima priliku da sudjeluju u samo-organiziranim ljetnim/zimskim školama.

### Vikend aktivnosti
Nacionalne ili internacionalne aktivnosti organizira jedan entitet. Većinu vremena, glavna je tema prikazati određene regionalne ili lokalne karakteristike. Opus programa je od znanstvenog pa sve do više neformalne razine.

## Struktura

### Regije
EGEA je podijeljena u 4 administrativne regije; Sjever & Baltik, Istočna, Zapadna i Euro-Mediteranska regija. Svaka regija svaku godinu bira Regionalnu Kontakt Osobu koja može imati jednog ili više asistenta.

#### Sjever & Baltik
Ova regija smještena je u Sjevernoj Europi oko Baltičkog mora. Entiteti su smješteni u: Danskoj, Estoniji, Finskoj, Latviji, Litvi, Norveškoj. Zemlje regije bez aktivnih entiteta su zasad Island i Švedska.
| Entitet          | Država   |
| ---------------- | -------- |
| Bergen           | Norveška |
| Helsinki         | Finska   |
| Joensuu          | Finska   |
| Kaljiningrad     | Rusija   |
| Kopenhagen       | Danska   |
| Oulu             | Finska   |
| Riga             | Latvija  |
| Saint-Petersburg | Rusija   |
| Tallinn          | Estonija |
| Tampere          | Finska   |
| Tartu            | Estonija |
| Trondheim        | Norveška |
| Vilnius          | Litva    |

#### Istočna regija
Istočna regija po površini je najveća regija u EGEA-i. Dio ove regije entiteti su Poljske, Ukrajine, Moldavije, Rumunjske, Bugarske, Mađarske, Slovačke, Češke, Gruzije i dva ruska entiteta u Moskvi i Izhesku na dalekom istoku Europe.
| Entitet           | Država      |
| ----------------- | ----------- |
| Arkhangelsk       | Rusija      |
| Bratislava        | Slovačka    |
| Brno              | Češka       |
| Budimpešta        | Mađarska    |
| Bukurešt          | Rumunjska   |
| Cluj-Napoca       | Rumunjska   |
| Gdanjsk           | Poljska     |
| Iasi              | Rumunjska   |
| Izhevsk           | Rusija      |
| Krakov            | Poljska     |
| Kijev             | Ukrajina    |
| Lavov             | Ukrajina    |
| Kišinjev          | Moldavija   |
| Minsk             | Bjelorusija |
| Moskva            | Rusija      |
| Olomouc           | Češka       |
| Pécs              | Mađarska    |
| Poznanj           | Poljska     |
| Prag              | Češka       |
| Sighetu Marmaţiei | Rumunjska   |
| Sosnowiec         | Poljska     |
| Szeged            | Mađarska    |
| Tblisi            | Gruzija     |
| Tver              | Rusija      |
| Temišvar          | Rumunjska   |
| Varšava           | Poljska     |
| Vladikavkaz       | Rusija      |
| Wroclaw           | Poljska     |

#### Zapadna regija
Po broju članova i entiteta Zapadna je regija najveća regija u EGEA-i. Okružuje Britansko otočje, zemlje Beneluksa, Njemačku, Švicarsku i Austriju.
| Entitet   | Država     |
| --------- | ---------- |
| Aachen    | Njemačka   |
| Amsterdam | Nizozemska |
| Augsburg  | Njemačka   |
| Beč       | Austrija   |
| Berlin    | Njemačka   |
| Bern      | Švicarska  |
| Bonn      | Njemačka   |
| Bruxelles | Belgija    |
| Erlangen  | Njemačka   |
| Gent      | Belgija    |
| Göttingen | Njemačka   |
| Graz      | Austrija   |
| Groningen | Nizozemska |
| Hannover  | Njemačka   |
| Jena      | Njemačka   |
| Kiel      | Njemačka   |
| Leicester | Engleska   |
| Leuven    | Belgija    |
| Mainz     | Njemačka   |
| Marburg   | Njemačka   |
| München   | Njemačka   |
| Münster   | Njemačka   |
| Nijmegen  | Nizozemska |
| Passau    | Njemačka   |
| Trier     | Njemačka   |
| Tübingen  | Njemačka   |
| Utrecht   | Nizozemska |
| Zürich    | Švicarska  |

#### Euro-Mediteranska regija
Ova regija sastoji se od entiteta koji se nalaze u zemljama smještenima oko Sredozemnog mora. To su entiteti u Portugalu, Španjolskoj, Francuskoj, Italiji, Malti, Sloveniji, Hrvatskoj, Srbiji, Albaniji, Makedoniji, Grčkoj, Izraelu, Turskoj.
| Entitet    | Država                               |
| ---------- | ------------------------------------ |
| Atena      | Grčka                                |
| Banja Luka | Bosna i Hercegovina (RS)             |
| Barcelona  | Španjolska                           |
| Beograd    | Srbija                               |
| Dijon      | Francuska                            |
| Israel     | Izrael                               |
| Izmir      | Turska                               |
| Koper      | Slovenija                            |
| Ljubljana  | Slovenija                            |
| Madrid     | Španjolska                           |
| Malta      | Malta                                |
| Maribor    | Slovenija                            |
| Minho      | Portugal                             |
| Mostar     | Bosna i Hercegovina (Federacija BiH) |
| Mytilene   | Grčka                                |
| Novi Sad   | Srbija                               |
| Rim        | Italija                              |
| Sevilla    | Španjolska                           |
| Skopje     | Makedonija                           |
| Tirana     | Albanija                             |
| Valencia   | Španjolska                           |
| Zagreb     | Hrvatska                             |

### Popis neaktivnih entiteta
Aix-Marseille, Belfast, Bishkek, Bologna, Bremen, Coimbra, Cologne, Craiova, Dublin, Edge Hill, Galway, Giessen, Girona, Glasgow, Hamburg, Innsbruck, La Rochelle, Leeds, Leipzig, ille, Lisbon, Lublin, Murcia, Osnabrueck, Salzburg, Santiago, Sarajevo, Sofia, Stockholm, Thessaloniki, Torino, Torun, Uppsala, Wageningen, Zadar.

### Upravni Odbor EGEA-e (Board of EGEA)
Odbor se sastoji od 4 osobe i uključuje funkcije predsjednika (President), potpredsjednika (Vice-President), tajnika (Secretary) i blagajnika (Treasurer). Članovi odbora izabiru članova Asocijacije na Glavnoj Skupštini (General Assembly). Predstavnik entiteta izabran da organizira Godišnji Kongres također postaje član Odbora (Annual Congress Coordinator). Predstavnici Odbora predstavljaju izvršno tijelo Asocijacije. 2005. godine uvedena je pozicija Direktora Tajništva (Secretariat Director) koji je pozicioniran u uredu glavnog sjedišta EGEA-e u Utrechtu.
| Godina    | Predsjednik             | Potpredsjednik      | Tajnik                 | Blagajnik              | Kordinator Godišnjeg Kongresa | Direktor Tajništva      |
| --------- | ----------------------- | ------------------- | ---------------------- | ---------------------- | ----------------------------- | ----------------------- |
| 2013/14   | Colette Caruana         | Christoph Götz      | Isabella Rojs          | Alexandra Savulescu    | Marius Vidac                  | Cecile Kerssemakers     |
| 2012/13   | Jirka Koneitzny         | Niels Grootjans     | Petronela Bordeianu    | Maciej Radyno          | Anna Toloczko                 | Rik de Kleijn           |
| 2011/12   | Svetlana Samsonova      | Joanna Wawrynowicz  | Henning Kronen         | Michael Poulsen        | Kristel Sieprath              | Sanne Heijt             |
| 2010/11   | Alexandru Drăgan        | Sven Vanderhaegen   | Kaija Murasov          | Mihovil Mašić          | Carolin Ziegler               | Roos Saalbrink          |
| 2009/10   | Claudia Iordache        | Slobodan Cvetkovic  | Milda Latakaite        | Samantha van der Sluis | Catalina Ionita               | Jelle Gulmans           |
| 2008/09   | Jeroen van Pelt         | Kamila Jankowska    | Milena Karanović       | Dennis Söderholm       | Martinus Spoelstra            | Lisette von Leijenhorst |
| 2007/08   | Aleš Oven               | Vlad Dumitrescu     | Kret Masik             | David Jochum           | Misha Lobanov                 | Malou Weber             |
| 2006/07   | Heli Rekiranta          | Alexandros Ziogas   | Anastasia Kazakova     | Tim van de Laar        | Lukasz Jankowski              | Gert Ruepert            |
| 2005/06   | Alois Humer             | Vojkan Gajovic      | Anna Bieniasz          | Sandor Kreuze          | Florian Fischer               | Gert Ruepert            |
| 2004/05   | Vita Valuinaite         | Igor Pilipenko      | Rok Godec              | Andrea Jordan          | Leftheris Eleftheriadis       |                         |
| 2003/04   | Leftheris Eleftheriadis | Natalia Krivenok    | Kristjan Pärnamägi     | Kathrin Klei           | Gert Ruepert                  |                         |
| 2002/03   | Jean-François André     | Joanna Markowska    | Kristjan Pärnamägi     | Heidi van Otten        | Tomasz Dusza                  |                         |
| 2001/02   | Denis Ceric             | Magdalena Bednarz   | Erki Saluveer          | Winneke Lobeek         | Sylvain Rigollet              |                         |
| 2000/01   | Sylvain Rigollet        | Anna Tsukanova      | Ann Ideon              | Remco van der Hoogt    | Wojtek Zalewski               |                         |
| 1999/2000 | Vera Veranda            | Magda Rak           | Helle-Mai Pedastsaar   | Sebastian Mosler       | Primoz Pipan                  |                         |
| 1998/99   | Erika Eloranta          | Primoz Pipan        | Svetlana Malysheva     | Dennis van der Avoort  | Tonia Koops                   |                         |
| 1997/98   | Teresa Gomes            | Piotr Strubel       | Erika Eloranta         | Dennis van der Avoort  | Catrin Effe                   |                         |
| 1996/97   | Teresa Gomes            | Mait Rei            | Piotr Strubel          | Henk Looijen           | Nadia Dida                    |                         |
| 1995/96   | Catrin Effe             | Sebastian Pichinski | Helder Santos          | Rebecca Haacker        | Ricardo Coutada               |                         |
| 1994/95   | Ricardo Coutada         | Ricardo Coutada     | Maciej Dabski          | Berend Bock            | Monika Dittrich               |                         |
| 1993/94   | Ricardo Coutada         | Adam Sniadowski     | Ingibjörg Bjornsdottir | Berend Bock            | Tiit Tammaru                  |                         |

### Regionalne kontakt osobe (Regional Contact Persons)
Regionalne kontakt osobe predstavnici su regija i poveznica su između Odbora i članova Asocijacije. 
| Godina  | Istok               | Euromed         | Sjever & Baltik     | Zapad          |
| ------- | ------------------- | --------------- | ------------------- | -------------- |
| 2013/14 | Nora Varga          | Urban Furlan    | Mariana Verdonen    | Sascha Sabouhi |
| 2012/13 | Alexandra Savulescu | Colette Caruana | André Sæther Berger | Martijn Claes  |

### Komiteti (Committees)
Komiteti su dobrovoljno formirane grupe koje rade na razvoju aktivnosti i unapređenju znanstvenog standarda te za potporu entitetima i službene poslove Asocijacije. Članove komiteta odobrava Odbor.
- Communication & Media Committee
- Entity Support Committee
- Events and Activities Committee
- Fundraising Committee
- Human Resources & Training Committee
- Scientific Committee
- Website Committee

### European Geographer
European Geographer magazin je za članove EGEA-e koji žele podijeliti svoje znanstvene radove s ostalim članovima te ih objaviti na EGEA web stranici. Postoji mogućnost pisanja članaka o kongresima i ostalim EGEA aktivnostima i događajima. Svako izdanje ima određenu temu o kojoj se može pisati. Također postoje i printane verzije svakog izdanja koje se mogu naručiti te ponekad i kupiti na Kongresima. 

### EGEA Dinosaurs & Alumni
EGEA Dinosaurs & Alumni nezavisna je mreža sastavljena od iskusnih članova EGEA-e i diplomiranih geografa (Alumni). EGEA blisko surađuje s EGEA Dinosaurs & Alumni dajući tako diplomiranim geografima priliku da ostanu u kontaktu s Asocijacijom.

## Partneri
Egea ima nekoliko partnerstva s organizacijama kao što su EUROGEO, IFISO, AEGEE, eestec, StudyPortals i BEST..Tu su i jake suradnje s ESRI, dobavljačem za GIS-programe, te sa Sveučilištem u Utrechtu.

## Vanjske poveznice
- Web stranice EGEA-e